# Mark van der Maarel
Mark van der Maarel (Arnhem, 12 augustus 1989) is een Nederlands voormalig profvoetballer die doorgaans als verdediger speelde. Hij stroomde in 2009 door naar het eerste elftal van FC Utrecht en in juli 2023 verlengde hij zijn contract tot medio 2024. Zo maakte hij onafgebroken vijftien jaar vol bij de Utrechtse club. In maart 2024 kondigde Van der Maarel aan na het seizoen 2023/24 te stoppen als professioneel voetballer.

## Carrière
Van der Maarel speelde in de jeugd bij Argon en Haarlem voordat hij in 2008 naar FC Utrecht vertrok. Daar sloot hij aan bij Jong FC Utrecht. Vervolgens debuteerde Van der Maarel op 20 september 2009 in het eerste elftal. In de uitwedstrijd tegen ADO Den Haag verving hij Sander Keller. Drie dagen later stond hij voor het eerst in de basis. In september en oktober van dat jaar werd hij ook geselecteerd voor Nederland onder 21. Tot speelminuten kwam het daarbij niet. Van der Maarel startte in zijn carrière als rechtervleugelverdediger, werd gedurende zijn loopbaan centrale verdediger, maar kan ook als linkervleugelverdediger uit de voeten.
 

In het seizoen 2010/11 versloeg FC Utrecht in de play-offs van de UEFA Europa League het Schotse Celtic. Vervolgens bereikte het de groepsfase in een poule met Napoli (thuis 3–3 en uit 0–0), Liverpool (thuis 0–0 en uit 0–0) en Steaua Boekarest (thuis 1–1 en uit 3–1). Van der Maarel maakte minuten in de voorafgaande kwalificatiewedstrijd tegen Tirana (4–0 winst) en maakte bij de andere wedstrijden deel uit van de wedstrijdselectie. In het seizoen 2015/16 speelde Van der Maarel met FC Utrecht de finale van de KNVB Beker tegen Feyenoord (2–1 verlies). In het seizoen 2019/20 zou hij met FC Utrecht wederom in de finale hebben gestaan, maar door de coronapandemie werd deze afgelast. 

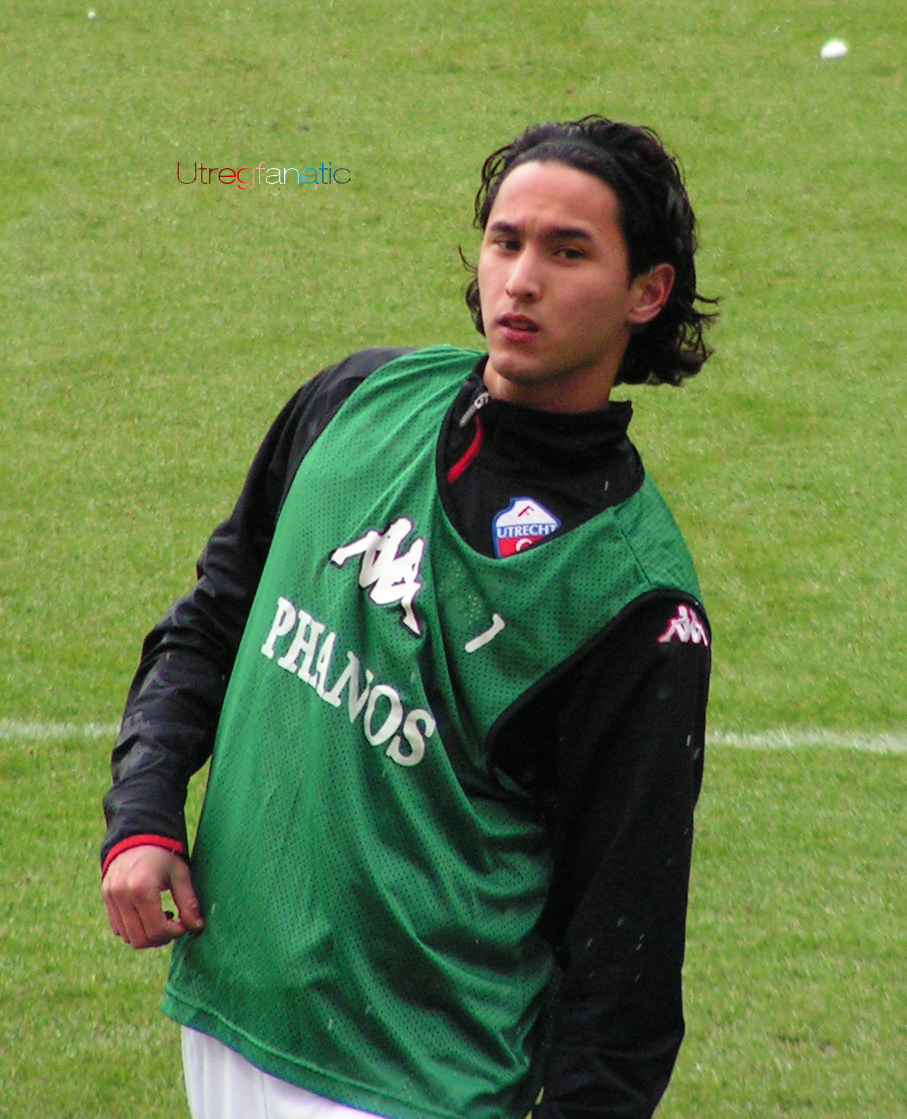
Van der Maarel voor FC Utrecht in 2010

Van der Maarel werd in het seizoen 2017/2018 door de supporters van FC Utrecht uitgeroepen tot beste speler van het seizoen. Hiermee won hij de David di Tommaso-trofee. Het publiek beloonde hem voor zijn getoonde spel, zijn doorzettingsvermogen en het feit dat hij dat seizoen de iconische grens van tweehonderd Eredivisiewedstrijden voor FC Utrecht doorbrak. Voor Van der Maarel betekende dit meer dan alleen het winnen van een onderscheiding. Voor Van der Maarel was het een blijk van waardering en de bevestiging dat hij het sentiment richting hem had weten te veranderen. Van der Maarel was in zijn beginjaren bij FC Utrecht namelijk niet altijd even geliefd bij de supporters en werd zelfs wel eens uitgefloten. Later werd hij een echte publiekslieveling. Zo richtte bijvoorbeeld een supporter een geheel vak op de tribune voor fans van Van der Maarel in. Hij kreeg de bijnamen Parel van der Maarel en MOB (Money Over Bitches) van der Maarel, wat staat voor hard werken prioriteit geven boven vrouwen. Het typeert de strijdlust van Van der Maarel. Zo vocht hij zich, nadat hij na een trainerswissel of na het aantrekken van een andere speler geregeld op de reservebank belandde, in de meeste gevallen weer terug in de basiself. Daarbij heeft Van der Maarel als (reserve-)aanvoerder met enige regelmaat de aanvoerdersband gedragen.
In juli 2023 verlengde Van der Maarel zijn aflopende contract met één seizoen. Bij deze verlenging werden afspraken gemaakt over een rol binnen de club na zijn voetbalcarrière, zo bleek ook uit de door ESPN geproduceerde documentaire Gewoon Mark van der Maarel. In het opvolgende seizoen kondigde Van der Maarel op 15 maart 2024 aan bezig te zijn aan zijn laatste seizoen als speler in het professionele voetbal. Hij was al langere tijd bezig met het besluit en hakte mede door zijn positie in de toenmalige selectie de knoop door om te stoppen. Daarnaast gaf Van der Maarel aan zich ook bewust te zijn van de impact van een carrière als profvoetballer op zijn gezin en ook dat in zijn overweging te hebben meegenomen. Met op het moment van de aankondiging stond de teller voor Van der Maarel op 388 officiële wedstrijden voor de club, waarmee hij achter Leo van Veen (410 wedstrijden) en Jean-Paul de Jong (404 wedstrijden) de op dat moment geldende top drie met spelers met de meeste officiële wedstrijden voor FC Utrecht aanvulde.
Na zijn aankondiging om te stoppen maakte Van der Maarel in de wedstrijd op 3 april 2024 tegen PEC Zwolle voor het eerst sinds november 2023 weer minuten. In de met 5–1 gewonnen thuiswedstrijd liet hij zich na zijn invalbeurt gelden met onder meer voorbereidend werk en werd hij uitgeroepen tot man van de wedstrijd. Tijdens en na de wedstrijd werd hij door de supporters toegezongen. Na deze speelronde werd Van der Maarel in het elftal van de week van het Algemeen Dagblad en Voetbal International opgenomen.
In mei 2024 werd bekend dat Van der Maarel een eigen afscheidswedstrijd zou krijgen. Die vond plaats op 8 september 2024. Daarbij waren diverse voormalig ploeggenoten en trainers van Van der Maarel aanwezig. Verdeeld over twee teams speelden Vasilios Barkas, Ruud Boymans, Wout Brama, Dave Bulthuis, Kees van Buuren, Édouard Duplan, Urby Emanuelson, Cedric van der Gun, Kai Heerings, Mike van der Hoorn, Willem Janssen, Anouar Kali, Rens Kruijswijk, Rick Kruys (tevens aanwezig als voormalig trainer), Ramon Leeuwin, Pim van der Maarel, Mark van der Maarel Junior, Barry Maguire, Gévero Markiet, Nick Marsman, Robin van der Meer, Jacob Mulenga, Gianluca Nijholt, Lex Oosterling, Robbin Ruiter, Alje Schut, Jens Toornstra, Giovanni Troupée, Danny Verbeek, Jeroen Verhoeven, Rick Verweij, Nick Viergever, Ismo Vorstermans, Jan Wuytens en Rick van der Zon mee. Langs de zijlijn stonden Rob Alflen, Ton du Chatinier, Erik ten Hag, Rick Kruys (tevens aanwezig als voormalig ploeggenoot) en Jan Wouters. De afscheidswedstrijd, die na doelpunten van Ruud Boymans, Urby Emanuelson en Van der Maarel eindigde in een 2–1 eindstand, werd geleid door voormalig scheidsrechter Richard Liesveld. Onder toeziend oog van twaalfduizend toeschouwers ontving Van der Maarel bij de afscheidswedstrijd een borstbeeld welke bij de ingang van het supportershome op de Bunnikside in Stadion Galgenwaard zou worden geplaatst. Op diezelfde tribune werd vak M omgetoverd naar het Mark van der Maarel Vak.
Na zijn carrière als profvoetballer ging Van der Maarel bij FC Utrecht aan de slag binnen de kantoororganisatie van de club.

## Clubstatistieken

### Beloften
| Seizoen         | Club            | Competitie          | Competitie | Competitie | Competitie | Overig | Overig | Overig | Totaal | Totaal | Totaal |
| Seizoen         | Club            | Competitie          | Wed.       | Dlp.       | Ass.       | Wed.   | Dlp.   | Ass.   | Wed.   | Dlp.   | Ass.   |
| --------------- | --------------- | ------------------- | ---------- | ---------- | ---------- | ------ | ------ | ------ | ------ | ------ | ------ |
| 2008/09         | Jong FC Utrecht | Beloften Eredivisie | ?          | ?          | ?          | ?      | ?      | ?      | ?      | ?      | ?      |
| 2009/10         | Jong FC Utrecht | Beloften Eredivisie | ?          | ?          | ?          | ?      | ?      | ?      | ?      | ?      | ?      |
| 2010/11         | Jong FC Utrecht | Beloften Eredivisie | ?          | ?          | ?          | ?      | ?      | ?      | ?      | ?      | ?      |
| 2011/12         | Jong FC Utrecht | Beloften Eredivisie | 2          | 0          | 0          | 0      | 0      | 0      | 2      | 0      | 0      |
| 2012/13         | Jong FC Utrecht | Beloften Eredivisie | 1          | 0          | 0          | 0      | 0      | 0      | 1      | 0      | 0      |
| 2016/17         | Jong FC Utrecht | Eerste divisie      | 1          | 0          | 0          | 0      | 0      | 0      | 1      | 0      | 0      |
| Carrière totaal | Carrière totaal | Carrière totaal     | 4          | 0          | 0          | 0      | 0      | 0      | 4      | 0      | 0      |

### Senioren
| Seizoen         | Club            | Competitie      | Competitie | Competitie | Competitie | Beker | Beker | Beker | Internationaal | Internationaal | Internationaal | Overig | Overig | Overig | Totaal | Totaal | Totaal |
| Seizoen         | Club            | Competitie      | Wed.       | Dlp.       | Ass.       | Wed.  | Dlp.  | Ass.  | Wed.           | Dlp.           | Ass.           | Wed.   | Dlp.   | Ass.   | Wed.   | Dlp.   | Ass.   |
| --------------- | --------------- | --------------- | ---------- | ---------- | ---------- | ----- | ----- | ----- | -------------- | -------------- | -------------- | ------ | ------ | ------ | ------ | ------ | ------ |
| 2009/10         | FC Utrecht      | Eredivisie      | 18         | 0          | 0          | 1     | 0     | 0     | –              | –              | –              | 0      | 0      | 0      | 19     | 0      | 0      |
| 2010/11         | FC Utrecht      | Eredivisie      | 5          | 0          | 0          | 3     | 0     | 0     | 1              | 0              | 0              | 0      | 0      | 0      | 9      | 0      | 0      |
| 2011/12         | FC Utrecht      | Eredivisie      | 21         | 0          | 0          | 0     | 0     | 0     | –              | –              | –              | 0      | 0      | 0      | 21     | 0      | 0      |
| 2012/13         | FC Utrecht      | Eredivisie      | 32         | 0          | 3          | 1     | 0     | 0     | –              | –              | –              | 4      | 0      | 0      | 37     | 0      | 3      |
| 2013/14         | FC Utrecht      | Eredivisie      | 29         | 0          | 2          | 4     | 0     | 0     | 2              | 0              | 0              | 0      | 0      | 0      | 35     | 0      | 2      |
| 2014/15         | FC Utrecht      | Eredivisie      | 23         | 1          | 2          | 0     | 0     | 0     | –              | –              | –              | 0      | 0      | 0      | 23     | 1      | 2      |
| 2015/16         | FC Utrecht      | Eredivisie      | 32         | 1          | 1          | 4     | 0     | 1     | –              | –              | –              | 4      | 0      | 0      | 40     | 1      | 2      |
| 2016/17         | FC Utrecht      | Eredivisie      | 21         | 1          | 0          | 1     | 0     | 0     | –              | –              | –              | 1      | 0      | 0      | 23     | 1      | 0      |
| 2017/18         | FC Utrecht      | Eredivisie      | 30         | 4          | 0          | 0     | 0     | 0     | 6              | 0              | 0              | 4      | 2      | 0      | 40     | 6      | 0      |
| 2018/19         | FC Utrecht      | Eredivisie      | 16         | 0          | 1          | 2     | 0     | 0     | –              | –              | –              | 4      | 0      | 0      | 22     | 0      | 1      |
| 2019/20         | FC Utrecht      | Eredivisie      | 17         | 0          | 1          | 4     | 0     | 0     | 0              | 0              | 0              | 0      | 0      | 0      | 21     | 0      | 1      |
| 2020/21         | FC Utrecht      | Eredivisie      | 25         | 2          | 3          | 1     | 0     | 1     | –              | –              | –              | 2      | 0      | 0      | 28     | 2      | 4      |
| 2021/22         | FC Utrecht      | Eredivisie      | 26         | 1          | 1          | 1     | 0     | 0     | –              | –              | –              | 2      | 0      | 0      | 29     | 1      | 1      |
| 2022/23         | FC Utrecht      | Eredivisie      | 29         | 0          | 0          | 2     | 0     | 0     | –              | –              | –              | 2      | 0      | 0      | 33     | 0      | 0      |
| 2023/24         | FC Utrecht      | Eredivisie      | 14         | 0          | 0          | 1     | 0     | 0     | –              | –              | –              | 2      | 0      | 0      | 17     | 0      | 0      |
| Carrière totaal | Carrière totaal | Carrière totaal | 338        | 10         | 14         | 25    | 0     | 2     | 9              | 0              | 0              | 25     | 2      | 0      | 397    | 12     | 16     |

### Doelpunten
| Datum            | Team       | Tegenstander     | Competitie     | Einduitslag | Doelpunt in minuut |
| ---------------- | ---------- | ---------------- | -------------- | ----------- | ------------------ |
| 7 november 2014  | FC Utrecht | Excelsior        | Eredivisie     | 2 – 2       | 33'                |
| 12 februari 2016 | FC Utrecht | SC Cambuur       | Eredivisie     | 0 – 2       | 79'                |
| 2 oktober 2016   | FC Utrecht | Ajax             | Eredivisie     | 3 – 2       | 90'                |
| 4 februari 2018  | FC Utrecht | Excelsior        | Eredivisie     | 2 – 2       | 25'                |
| 18 februari 2018 | FC Utrecht | Roda JC          | Eredivisie     | 1 – 4       | 57'                |
| 17 maart 2018    | FC Utrecht | sc Heerenveen    | Eredivisie     | 2 – 2       | 18'                |
| 29 april 2018    | FC Utrecht | Heracles         | Eredivisie     | 2 – 2       | 85'                |
| 12 mei 2018      | FC Utrecht | sc Heerenveen    | Play-offs 2018 | 2 – 1       | 58'                |
| 19 mei 2018      | FC Utrecht | Vitesse          | Play-offs 2018 | 1 – 2       | 46'                |
| 29 oktober 2020  | FC Utrecht | Feyenoord        | Eredivisie     | 1 – 1       | 50'                |
| 19 februari 2020 | FC Utrecht | Willem II        | Eredivisie     | 0 – 6       | 86'                |
| 15 augustus 2021 | FC Utrecht | Sparta Rotterdam | Eredivisie     | 4 – 0       | 66'                |

### Rugnummers
In het seizoen 2009/10 sloot Van der Maarel bij het eerste elftal van FC Utrecht aan met rugnummer 35. In datzelfde seizoen zat hij met rugnummer 12 bij Nederland onder 21. In het seizoen 2010/11, seizoen 2011/12 en seizoen 2012/13 speelde Van der Maarel bij FC Utrecht met rugnummer 14. En vanaf het seizoen 2013/14 tot en met het seizoen 2023/24 speelde Van der Maarel met rugnummer 2.

## Trivia
- Van der Maarel behaalde zijn vwo diploma, waarna hij begon met een rechtenstudie aan de Vrije Universiteit in Amsterdam. Na het behalen van zijn propedeuse stopte Van der Maarel met de studie omdat zijn voetbalcarrière serieuzer werd.[4]
- In 2016 koos een deelnemer van Miljoenenjacht om te spelen met een koffer met nummer twee, verwijzend naar het rugnummer van Van der Maarel. De deelnemer won uiteindelijk een geldbedrag van 155.000 euro.[40]
- Van der Maarel maakte meer dan vijftien seizoenen bij dezelfde club vol. Op het moment van stoppen was hij daarmee, op Bram van Polen na, de langst dienende speler voor eenzelfde club in het Nederlandse betaalde voetbal.[41] Op de vraag of er nooit sprake was geweest van een overstap benoemde Van der Maarel dat hij wel eens met het Noorse Aalesund om de tafel had gezeten, maar dat hem toen direct werd verzocht te tekenen. Daar knapte hij op af. Van der Maarel stond ook eens niet onwelwillend tegenover een vertrek naar Engeland, maar zo'n transfer vond uiteindelijk geen doorgang.[4][42]

## Erelijst
| David di Tommaso-trofee | 2x | 2017/18, 2023/24 |
| David di Tommaso-trofee | 2x | 2019/20, 2020/21 |